# Гриньків Роман Дмитрович
Роман Дмитрович Гриньків (18 березня 1969, Київ) — український бандурист, педагог. Заслужений артист України (1998). Народний артист України. Лавреат Всеукраїнських (1988, м. Івано-Франківськ, I премія), Гран-прі Міжнародного конкурсу бандуристів ім. Г. Хоткевича (1993, м. Київ). Голова Фонду розвитку та вдосконалення бандурного мистецтва «Золотий акорд». Удосконалив бандуру київського типу.

## Життєпис
Закінчив Київську консерваторію в 1993 р. клас бандури професора С. Баштана. Викладач бандури в Національній музичній академії з 1997 — 2007 р. Заслужений артист України (1996), Народний артист України (2008). Є засновником і президентом фонду «Золотий акорд». Певний час жив у США і Канаді. Художній керівник тріо «Тріо Романа Гриньківа» тепер «Оркестр Романа Гриньківа». Одружений з бандуристкою Ларисою Дедюх. Виступав на спектаклі Наше Різдво з Ел ді Меолою в січні 2008 р. Заплановані 11 концертів з Ел ді Меолою в березні 2008 р. не відбулися.

## Робота над конструкцією бандури та її удосконаленням

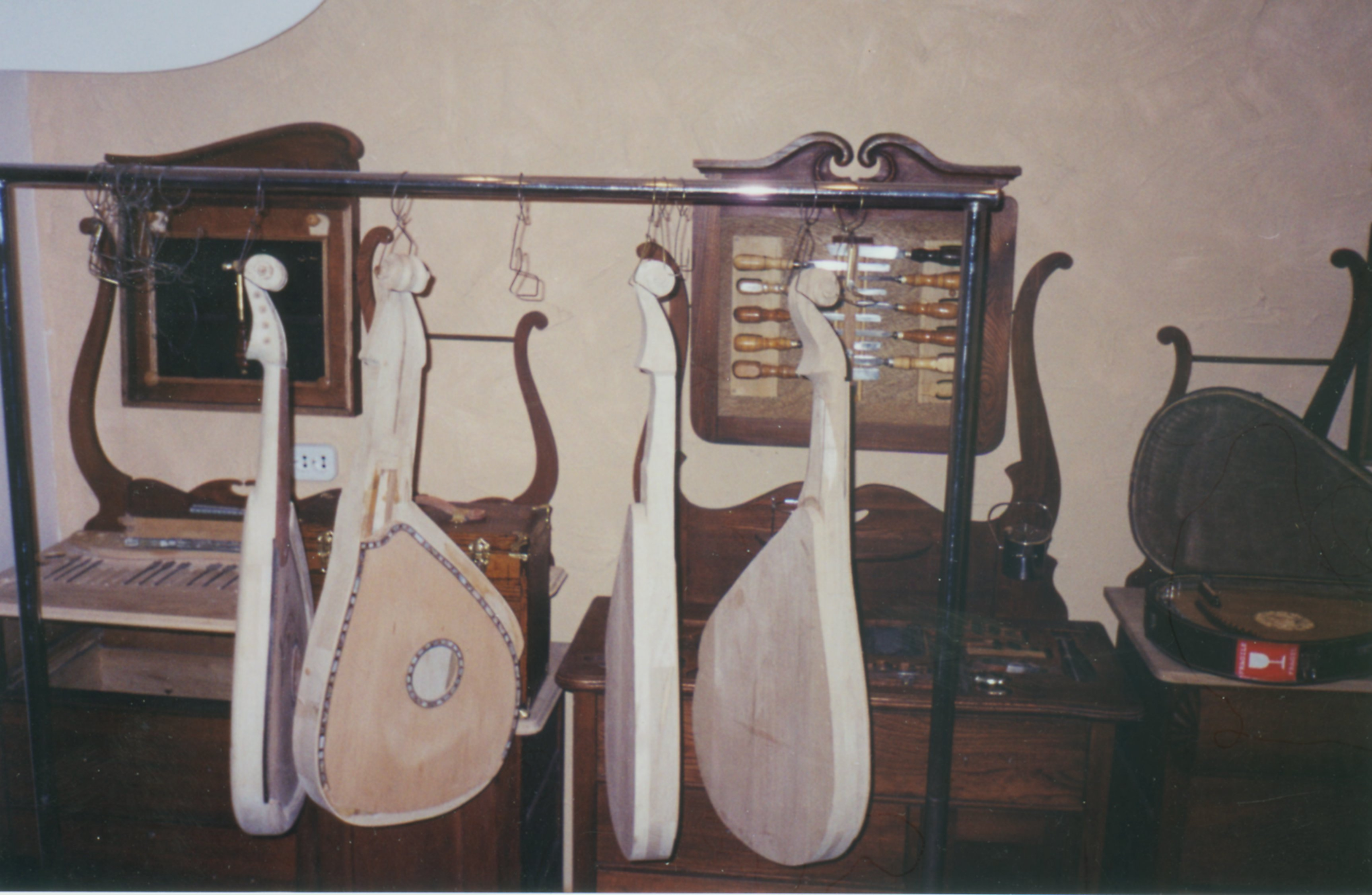
Дитячі бандури

Почав експериментувати й удосконалювати концертну бандуру.
- 1989 — Зняв зайвий матеріал з корпусу бандури щоб зменшити вагу інструмента. З допомогою батька переробив металеві деталі механіки на зразок Львівських бандур.
- 1991 — Замовив новий інструмент у Й. Ментея, використовуючи ідеї, втілені в попередній бандурі. Інструмент отримав назву «Бандура Страдіварі».[4]
- 1999 — Думка створення майстерні для виробництва бандури.
- 1999 — Вперше причепив демферову механіку до бандури, яку йому батько зробив з титану. Причепив стиль до бандури для легшого утримання інструменту та для контролювання демпфера.
- 2000 — Стажувався у канадського майстра бандур В. Вецала в Торонто. Вивчав способи комерційного виробництва бандури в Північній Америці.
- 2001 — Майстерня-кімната на заводі пана В. Шведа та інших в Торонто. Займався ремонтом бандур. Перебрався в Торонто, де і створив власну бандурну майстерню. Йому допомагала діаспора.[5]
- 2003 — Відкриття майстерні у Києві.[6] Творець бандури старого зразка та електробандури з алюмінієвими корпусами.
- 2006 — Закриття майстерні у Києві.

## Участь у міжнародних фестивалях
- 1988 — лавреат першої премії Всеукраїнського конкурсу виконавців на народних інструментах (м. Івано-Франківськ).
- 1992 — лавреат третьої премії Міжнародного конкурсу виконавців на народних інструментах «Кубок Півночі» (м. Череповець)[7]
- 1993 — лавреата всеукраїнських та міжнародних конкурсів, володар Гран-прі імені Гната Хоткевича.
- 1993 — фестиваль Ієгуди Менухіна «All the World's Violins» в Брюсселі.
- 2000 — фестиваль Бандури в Торонто, Канада.[8]
- 2000 — Bloor West Ukrainian Street Festival Торонто, Канада.[9]
- 2005 — етнофестиваль Країна Мрій.[10]
- 2005 — фестиваль Бандури в Перемишлі, Польща.
- 2006 — III Міжнародний фестиваль «Сузір'я майстрів» (Фестиваль виконавців на балалайці)[11]

## Записи
- (1994) Yehudi Menuhin «All the World's Violins» (учасник; один твір) Virgin Classics 7243 5 45120 2 5
- (1995) Бандура — Фірма Євшан, Канада (Соло), CDYFP 1135, [Архівовано 5 березня 2016 у Wayback Machine.]
- (1999) Ел Ді Меола «Зимові ночі» (Al Di Meola «Winter Nights») TELARC jazz (учасник)

У виконанні Гриньківа звучить партія бандури лише в деяких композиціях цього альбому у складі ансамблю:
Ел Ді Меола(акустична гітара, перкусія, клавішні, багатострунна арфа, кайон, думбек, танбур); Герман Ромеро (додаткова перкусія, шейкер перкусія, акустична гітара); Роман Гриньків (бандура).
- (2000) Австралійські мандри Фундація Золотий акорд (соло)
- (2001) Strings of Soul Canadian Bandura Foundation (учасник)
- (2002) Jazzium, Vol. 1 Lemma CD (учасник)
- (2002) Enlightenment Canadian Bandura Foundation (solo)

## Композиції
Веснянка, Фуга-остінато, Коломийка, Елегія.

## Учні
Ф. Дяденко, Н. Яницька, К. Троценко, В. Лисенко, О. Суслікова, Ю. Гаюр, І. Радіонова, Н. Голуб